# The Women's Tour
La The Women's Tour (también llamado: Tour de Gran Bretaña femenino) es una carrera ciclista femenina británica.
Se creó en 2014 con el nombre oficial de The Women's Tour en la categoría 2.1 (máxima categoría del profesionalismo para carreras por etapas femeninas). En 2015 cambió su nombre oficial por el de The Aviva Women's Tour debido al patrocinio de Aviva; cambiando de nuevo levemente el nombre en 2016 por el de Aviva Women's Tour año en el que la carrera ascendió al UCI WorldTour Femenino creado ese año. En 2017 cambia nuevamente de patrocinador denominándose como OVO Energy Women's Tour. En las redes sociales mantiene su nombre original.
Está organizada por SweetSpot, mismos organizadores que la Vuelta a Gran Bretaña.

## Palmarés
| Año  | Ganador              | Segundo                | Tercero              |           |
| ---- | -------------------- | ---------------------- | -------------------- | --------- |
| 2014 | Marianne Vos         | Emma Johansson         | Rossella Ratto       |           |
| 2015 | Lisa Brennauer       | Jolien D'Hoore         | Christine Majerus    |           |
| 2016 | Lizzie Armitstead    | Ashleigh Moolman-Pasio | Elisa Longo Borghini |           |
| 2017 | Katarzyna Niewiadoma | Christine Majerus      | Hannah Barnes        |           |
| 2018 | Coryn Rivera         | Marianne Vos           | Danielle Rowe        |           |
| 2019 | Lizzie Deignan       | Katarzyna Niewiadoma   | Amy Pieters          |           |
| 2020 | cancelada            | cancelada              | cancelada            | cancelada |
| 2021 | Demi Vollering       | Juliette Labous        | Clara Copponi        |           |
| 2022 | Elisa Longo Borghini | Grace Brown            | Katarzyna Niewiadoma |           |
| 2023 | cancelada            | cancelada              | cancelada            | cancelada |
| 2024 | Lotte Kopecky        | Anna Henderson         | Christine Majerus    |           |
| 2025 | Ally Wollaston       | Cat Ferguson           | Karlijn Swinkels     |           |

## Otras clasificaciones
| Año |
| --- |

## Palmarés por países
| País           | Victorias |
| -------------- | --------- |
| Reino Unido    | 2         |
| Países Bajos   | 2         |
| Alemania       | 1         |
| Polonia        | 1         |
| Estados Unidos | 1         |
| Italia         | 1         |
| Bélgica        | 1         |
| Nueva Zelanda  | 1         |